# Abraham Weintraub
Pour les articles homonymes, voir Weintraub.
Abraham Bragança de Vasconcellos Weintraub (São Paulo, 11 octobre 1971)  est un économiste et professeur brésilien. Il est ministre de l'Éducation du Brésil du gouvernement de Jair Bolsonaro d'avril 2019  à juin 2020. 
Il démontre un alignement idéologique sur les agendas néolibéraux et d'extrême droite et déclare qu'il combattra le "marxisme culturel". 
Weintraub étudie les sciences économiques à l'Université de São Paulo (USP) depuis 1994  après avoir obtenu son Executive MBA et un Master en administration (domaine financier) à la Fundação Getúlio Vargas (FGV), il enseigne à l'Université fédérale de São Paulo (Unifesp),.

## Carrière
Jair Bolsonaro a nommé Abraham Weintraub, le 8 avril 2019, ministre de l'Éducation. Selon l'universitaire Gilberto Calil, l'intellectuel Olavo de Carvalho, particulièrement influent auprès de Jair Bolsonaro, l'aurait lui-même choisi. 
Il défend l'idée d'une restauration de la monarchie, qualifiant d’« infamie » la proclamation de la République en 1889.
Poursuivi en justice pour racisme, injures et diffusion de fausses informations, il perd la confiance de Jair Bolsonaro et démissionne du gouvernement le 18 juin 2020.

## Mesures adoptées
Le gouvernement annonce en mai 2019 des coupes dans le budget de l’enseignement supérieur, à hauteur de 5,1 milliards de reais (1,6 milliard d’euros). Il souhaite s’attaquer en priorité aux filières de philosophie, sciences sociales, et littérature, et implanter davantage d’écoles civiques-militaires.  
Le gouvernement décide également de réduire de 30 % le budget de trois des plus importantes universités du pays (l’université fédérale de Bahia, l’université fédérale Fluminense, et l’Université nationale de Brasilia), affirmant vouloir de cette façon contrer « l'infiltration marxiste ». La mesure a par la suite été étendue à l’ensemble de l’enseignement supérieur.  
Abraham Weintraub a notamment accusé les étudiants d’être des « aspirateurs d’impôts  », affirmant également : « Quand les gens vont à l’université pour faire la fête, sécher les cours ou faire des séminaires qui n’apportent rien à la société, c’est de l’argent gaspillé. » Le budget du ministère de l’Éducation diminue encore de 17 % en 2020. Quelque 8 000 bourses de recherche et d’étude dans l’enseignement supérieur sont supprimées. 

## Critiques et controverses

### Déclarations sur Emmanuel Macron
En août 2019, au milieu de discussions verbales entre le président Jair Bolsonaro et le président de la France Emmanuel Macron, dans le contexte des incendies de forêt en Amazonie cette année-là, Weintraub a écrit que les Français avaient élu un président "sans caractère" et que Macron était " juste un scélérat opportuniste cherchant le soutien du lobby agricole français. " 

### Interférence avec Wikipedia
Dans un courriel, en juin 2019, le bureau de presse du ministère de l'Éducation a tenté en vain de demander l'exclusion de l'article de Weintraub sur Wikipédia, alléguant l'existence «d'interprétations douteuses»,. Le 13 août de la même année, le ministère de l'Éducation a envoyé un nouvel e-mail indiquant qu'il prendrait des "mesures judiciaires appropriées" si la protection introduite dans son article Wikipédia n'était pas supprimée,. 
Répondant à une demande d'information avec six questions, envoyée par le député Marcelo Freixo (PSOL), Weintraub a admis le 18 octobre 2019, le recours à des techniciens du ministère de l'Éducation du Brésil pour exclure leur entrée sur Wikipédia, déclarant que son entrée contient des informations incomplètes " sans la mention expresse des dates des faits "et" cela finit par induire le lecteur à une mauvaise compréhension ",. 

### Conflits avec la presse
En octobre 2019, Abraham Weintraub s'est plaint d'un article de la journaliste Isabela Palhares dans le numéro du 7 du même mois paru dans le journal O Estado de S. Paulo au sujet d'une livraison présumée d'autobus scolaires achetés dans l'administration précédente. Abraham Weintraub a répondu à la journaliste de manière provocante sur son Twitter en mettant entre guillemets le fait qu'elle est une "journaliste". L' Association brésilienne du journalisme d'investigation (Abraji) a classé les déclarations de Weintraub comme une "tentative d'intimidation" et des "expédients antidémocratiques". En novembre 2019, Abraham Weintraub, après avoir été interrogé sur d'éventuelles irrégularités lors de "Enem", a refusé d'accorder une interview aux journalistes.

### Insultes envers les juges
Au cours d'une réunion ministérielle le 22 avril, dont les images ont été diffusées dans la presse, Jair Bolsonaro et plusieurs ministres multiplient les insultes, jurons et dérapages, dans le cadre d’une enquête visant le chef de l’État. Abraham Weintraub déclare notamment au sujet des juges : « Si ça ne tenait qu’à moi, je jetterais tous ces connards en prison, en commençant par ceux de la Cour suprême ». 